# Nütheim
Nütheim ist eine zum Aachener Stadtbezirk Kornelimünster/Walheim gehörende Ortschaft. Der Ort liegt rund 11 km südlich vom Aachener Stadtzentrum am Rande der Eifel und befindet sich in direkter Nachbarschaft zu Schleckheim.

## Orte in unmittelbarer Nähe
- Kornelimünster
- Oberforstbach
- Schleckheim
- Walheim (Aachen)
- Sief

## Geschichte

### Ortsgeschichte

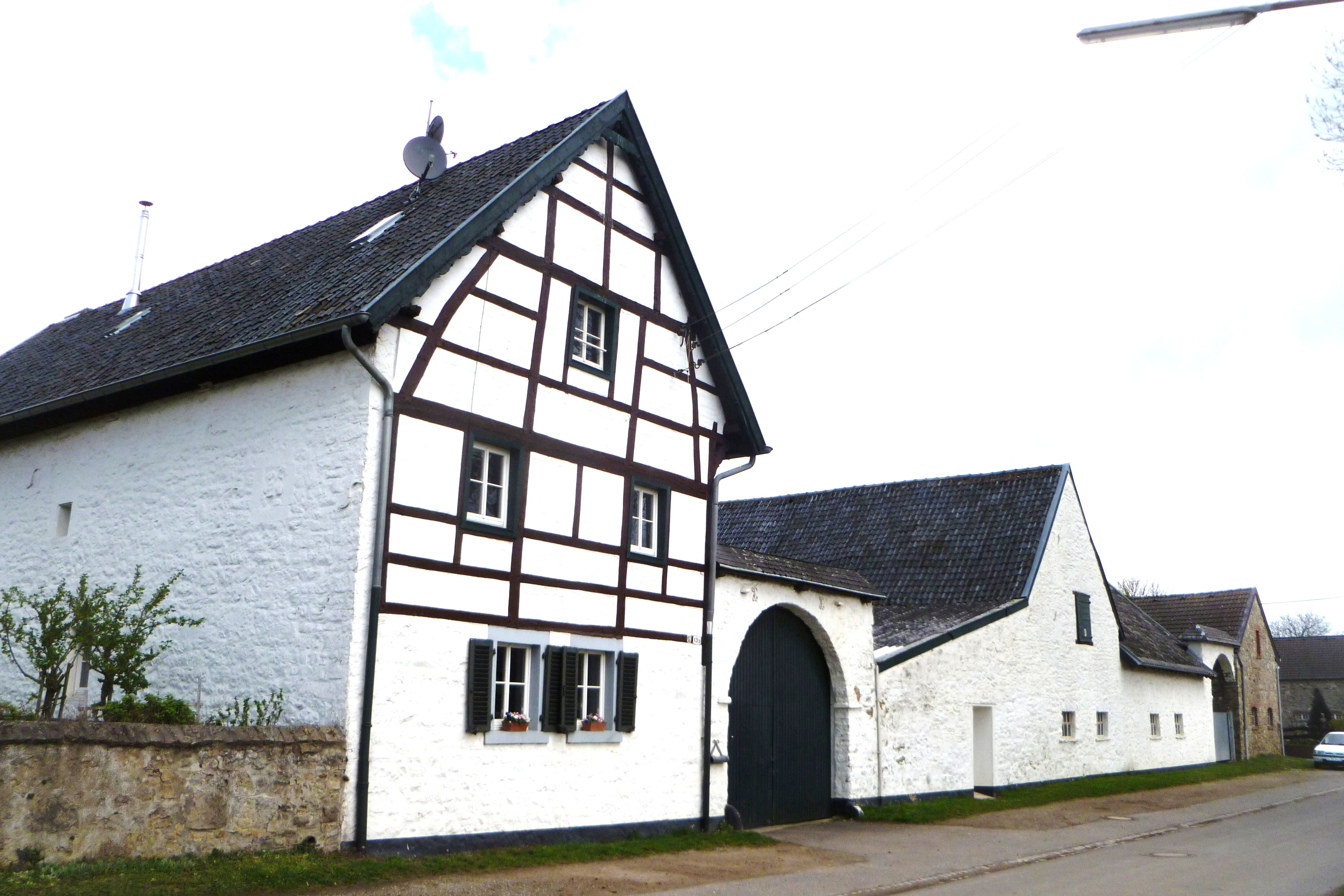
Alter Gutshof

Seit 1804 gehört Nütheim zusammen mit benachbarten Orten zur Gemeinde Walheim, die im Zuge der kommunalen Neugliederung am 1. Januar 1972 in die Stadt Aachen eingemeindet wurde. Seitdem gehören diese Ortschaften zum Aachener Stadtbezirk Kornelimünster/Walheim.
Das gesamte Gebiet gehörte zu einer Schenkung von Ludwig dem Frommen an Bernhard von Aniane zur Gründung eines Klosters in Kornelimünster.
Die ältesten Zeugnisse einer Besiedlung stammen aus der Römerzeit. Die römischen Straßen können als die Lebensadern ihrer Herrschaft angesehen werden. Die Überreste ihrer Villen und sonstige Fundstücke zeugen bis heute von dieser Vergangenheit.
Eine römische Hauptstraße ging von Köln über Kornelimünster in Richtung Maas über Bavai in Burgund in den Süden und dann nach Rom. Diese Straße führte östlich von Kornelimünster von der Nordost - Höhe kommend, über die Furt der Inde und stieg am Südhang wieder auf, verlief über Nütheim, damals Notum genannt, in Richtung Westen (Kinkebahn).
An diesem Weg bildete sich die Ortschaft Nütheim. An der Südseite des Iterbachs, einem kleinen Bachlauf zwischen den Orten Nütheim und Walheim, waren die Bodenverhältnisse für Ackerbau und Viehzucht am Rande der Nordeifel als Lebensgrundlage besonders günstig, so dass sich dort eine landwirtschaftliche Nutzung herausbildete. Dies ist bis heute so geblieben.

### Name
Der heutige Name Nütheim hat sich im Laufe der Jahrhunderte natürlich geändert: Nothem (1336), Nüthem (1597), Nöthem, Notthum (17. Jahrh.) und Nütten (1751).

## Anbindung

### Straßen
Durch Nütheim führt die Aachener Straße, angrenzend an Nütheim führt die Monschauer Straße (B258). Die A 44 ist über die Monschauer Straße schnell zu erreichen.

### Öffentliche Verkehrsmittel
Die AVV-Buslinien 11, 16 und 46 der ASEAG verbinden Nütheim mit Aachen-Mitte, Walheim, Roetgen, Würselen und Alsdorf.
| Linie | Verlauf |
| ----- | --- |
| 11    | Walheim Hasbach – Walheim – Nütheim – Schleckheim – Oberforstbach / Oberforstbach Gewerbegebiet – Lichtenbusch – Waldfriedhof – Burtscheid – Marienhospital – Aachen Hbf – Misereor – Elisenbrunnen – Aachen Bushof – Ludwig Forum – Talbot – Haaren – Würselen Kaninsberg – Weiden – Vorweiden – Linden-Neusen – (Broich –) Broicher Siedlung – Blumenrath – Montanstraße – Mariadorf – Hoengen |
| 16    | Aachen Bushof – Bf Rothe Erde – Tierpark – Forster Linde – Lintert – Hitfeld – Oberforstbach – Schleckheim (– Pascalstr.) – Nütheim – Walheim – Schmithof – Sief (– Lichtenbusch) |
| 46    | Aachen Bushof – Bf Rothe Erde – Tierpark – Forster Linde – Lintert – Hitfeld – Oberforstbach – Schleckheim – Nütheim – Walheim – Hahn – Venwegen Abzweigung – Breinig Entengasse –Mulartshütte – Rott – Dreilägerbachtalsperre – Roetgen Post |

### Rad
Durch Nütheim führt ein Teilstück der Drei-Länder-Route.

### Sonstiges
Die Vennbahntrasse ist über Kornelimünster schnell zu erreichen.

## Vereine
- DJK Sportgemeinschaft Nütheim-Schleckheim
- Dreifaltigskeit-Schützenbrüderschaft Nütheim-Schleckheim
- Bigband Nütheim-Schleckheim